# Llista del Servei i la Reforma
La Llista del Servei i la Reforma fou una agrupació electoral que va participar en les eleccions del 25 de juliol del 2009 al Kurdistan Iraquià, caracteritzada per ser una llista formada per partits islamistes i seculars. Integraven la coalició quatre partits:
- Unió Islàmica del Kurdistan
- Grup Islàmic del Kurdistan
- Partit Socialista Democràtic del Kurdistan
- Partit del Futur del Kurdistan.

A les eleccions del 2005 el Grup Islàmic del Kurdistan fou l'únic que va participar per separat i va obtenir 6 escons. La Unió Islàmica del Kurdistan i el Partit Socialista Democràtic del Kurdistan van participar amb dins l'Aliança Democràtica i Patriòtica del Kurdistan i van obtenir respectivament 9 i 2 diputats. El partit del Futur del Kurdistan no es va crear fins al 2008. La llista es va formar per concórrer a les eleccions del 25 de juliol del 2009 al Kurdistan, obtenint 240.842 vots (12,8%) i 13 diputats (el que suposava una pèrdua de 4). Omar Abdul Aziz fou designat cap del grup al parlament regional.
El setembre del 2009 la coalició es va trencar quan tres dels partits van estar disposats a entrar al govern regional però la Unió Islàmica s'hi va negar.
A les eleccions del març del 2010 a l'Iraq, la Unió Islàmica del Kurdistan i el Grup Islàmic del Kurdistan van presentar cadascun llistes separades i els altres dos van donar suport a l'Aliança del Kurdistan.

## Bandera
La bandera electoral de la llista era horitzontal (també usada en vertical) de quatre franges de diferents colors, cadascun dels quals representava a un partit: el marron (part superior) per la Unió Islàmica; el blau, pel Partit Socialista Democràtic; el blanc pel Grup Islàmic i el vermell pel Partit del Futur.